# Fourteen Hours
Fourteen Hours is een Amerikaanse film noir uit 1951 onder regie van Henry Hathaway. Destijds werd de film in Nederland uitgebracht onder de titel Veertien bange uren.

## Verhaal
Robert Cosick heeft een slechte relatie met zijn ouders en hij is bang dat zijn vriendin niet van hem houdt. Hij wil zelfmoord plegen door te springen van de richel van een New Yorkse wolkenkrabber. De politieagent Charlie Dunnigan tracht op hem in te praten.

## Rolverdeling
| Acteur             | Personage                  |
| ------------------ | -------------------------- |
| Paul Douglas       | Charlie Dunnigan           |
| Richard Basehart   | Robert Cosick              |
| Barbara Bel Geddes | Virginia Foster            |
| Debra Paget        | Ruth                       |
| Agnes Moorehead    | Christine Hill Cosick      |
| Robert Keith       | Paul E. Cosick             |
| Howard Da Silva    | Adjunct-commissaris Moskar |
| Jeffrey Hunter     | Danny Klempner             |
| Martin Gabel       | Dr. Strauss                |
| Grace Kelly        | Louise Ann Fuller          |
| Frank Faylen       | Hotelbediende              |
| Jeff Corey         | Brigadier Farley           |
| James Millican     | Brigadier Boyle            |
| Donald Randolph    | Dr. Benson                 |